# Osvaldo Bailo
Osvaldo Bailo (Libarna, 12 september 1912 – Serravalle Scrivia, 28 februari 1997) was een Italiaans wielrenner. 

## Belangrijkste overwinningen
1937
- Ronde van Romagna

1940
- Ronde van Emilia

1942
- Ronde van Lazio

1946
- Coppa Bernocchi
- Ronde van Bern

## Resultaten in voornaamste wedstrijden
| Jaar | Ronde van Italië | Ronde van Frankrijk | Ronde van Spanje |
| ---- | ---------------- | ------------------- | ---------------- |
| 1934 | opgave           |                     |                  |
| 1935 | opgave           |                     |                  |
| 1936 | opgave           |                     |                  |
| 1937 |                  |                     |                  |
| 1938 | opgave           |                     |                  |
| 1939 |                  |                     |                  |
| 1940 | opgave           |                     |                  |
| 1941 |                  |                     |                  |
| 1942 |                  |                     |                  |
| 1943 |                  |                     |                  |
| 1946 |                  |                     |                  |
| 1947 |                  |                     |                  |

| Jaar | Milaan-San Remo | Ronde van Lombardije |
| ---- | --------------- | -------------------- |
| 1934 | 62e             |                      |
| 1935 |                 |                      |
| 1936 |                 | 8e                   |
| 1937 | 6e              |                      |
| 1938 | 8e              | ↑                    |
| 1939 | ↑               | 4e                   |
| 1940 | 11e             | ↑                    |
| 1941 | 16e             | 21e                  |
| 1942 | 10e             | 7e                   |
| 1943 | 9e              |                      |
| 1946 | 8e              | 6e                   |
| 1947 | 5e              |                      |